# Terry Griffiths
Pour les articles homonymes, voir Griffiths.
Terry Griffiths est un joueur de snooker gallois né le 16 octobre 1947 à Llanelli et mort le 1er décembre 2024 dans la même ville. Il devient champion du monde en 1979 à sa première participation, et est vice-champion en 1988
Malgré une brillante carrière chez les amateurs, ses premiers résultats sur le circuit professionnel arrivent tardivement. Griffiths gagne le championnat du monde de snooker en 1979, son deuxième tournoi chez les professionnels, en battant Dennis Taylor en finale.
Il remporte également le Masters en 1980 et le championnat du Royaume-Uni en 1982, ce qui fait de lui l'un des onze joueurs à avoir achevé la Triple Couronne de snooker. En 1988, il dispute une nouvelle finale d'un championnat du monde, qu'il perd face à Steve Davis.
Il réalise l'exploit remarquable d'atteindre au moins les quarts de finale du championnat du monde pendant neuf années consécutives, de 1984 à 1992. Il est connu pour son style de jeu lent et prudent, mais élégant.
Après sa retraite sportive en 1997, il maintient son implication dans le snooker en devenant commentateur pour la BBC et entraîneur de snooker. Il a notamment travaillé avec Ding Junhui, Barry Hawkins et Mark Allen.

## Biographie
Son nom de naissance est Terence Martin Griffiths. Il naît le 16 octobre 1947 à Llanelli, ville côtière située au sud du Pays de Galles. Il intègre une école de grammaire, de laquelle il est renvoyé pour cause d'absentéisme. Il étudie ensuite dans un lycée moderne où il pratique le rugby avec Phil Bennett Derek Quinnell, tous deux futurs membres de l'équipe nationale du Pays de Galles. Griffiths commence à jouer au snooker à l'âge de 14 ans. Après avoir quitté l'école, il travaille dans une mine de charbon. Parallèlement, il remporte le championnat local de snooker à seulement 16 ans. Par la suite, il remporte le championnat de l'Ouest du Pays de Galles. Il exerce en tant que chauffeur de bus, ce qui lui permet d'augmenter la durée de ses entrainements. Il change encore de profession et devient facteur puis vendeur d'assurances.
Il lance sa carrière professionnelle en 1978, à l'âge de 31 ans, après avoir réussi le doublé au championnat d'Angleterre dans la catégorie amateur. Dès sa première saison chez les professionnels, il remporte le championnat du monde. Vainqueur au Masters de snooker en 1980, puis au championnat du Royaume-Uni en 1982, il est l'un des onze joueurs à détenir la triple couronne de snooker. Griffiths n'a pas remporté d'autre tournois classés que le championnat du monde, à une époque où la plupart des tournois appartenaient à la catégorie non-classée. À cet effet, il compte 17 victoires dans ces tournois. Son meilleur classement est 3e, qu'il occupe pendant la saison 1981-1982. Il prend sa retraite en 1997. Griffiths a réussi 319 centuries au cours de sa carrière professionnelle. Par contre, il n'a jamais réussi de 147, son meilleur break est de 139. Il cumule plus de 1 000 000 £ de gains.

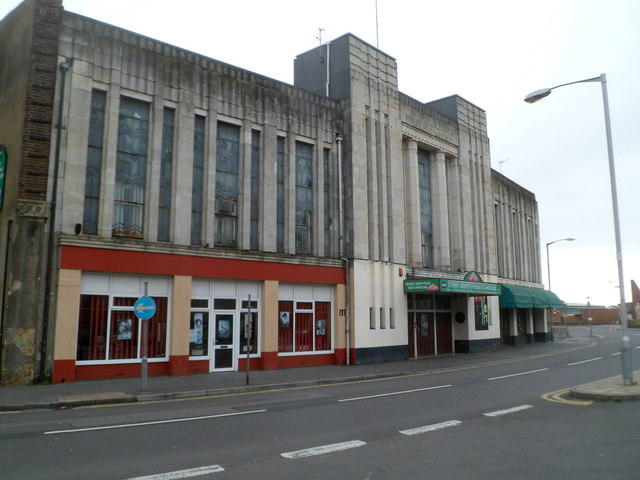
Terry Griffiths Matchroom (Llanelli)

En 1998, Griffiths est désigné directeur des entraîneurs de la fédération de snooker (WPBSA). C'est à ce titre qu'il a entraîné plusieurs talents du snooker professionnel, dont Mark Williams, Ding Junhui, Mark Allen, Barry Hawkins, Ali Carter, Joe Perry, Marco Fu et Stephen Maguire,. Il se concentre notamment sur les aspects techniques et mentaux du jeu. Il a aussi dirigé les entraîneurs de l'académie du Sud ouest (en) à Gloucester.
Il commente régulièrement les matchs de snooker pour la BBC.
Son fils Wayne est lui aussi entraîneur de snooker. Il exerce à l'institut du sport de Hong Kong, où il a collaboré avec la triple championne du monde de snooker féminin Ng On-yee.
En 2007, Griffiths est nommé OBE pour récompenser les services qu'il a rendu au snooker.
En 1981, il publie Championship snooker qu'il a écrit avec Clive Everton. En 1984, il publie Complete snooker, qu'il a écrit en collaboration avec Julian Worthington. En 1989, il renouvelle sa collaboration avec Worthington et publie Griff : the autobiography of Terry Griffiths.
Terry Griffiths meurt le 1er décembre 2024 à l’âge de 77 ans.

## Carrière

### Débuts et unique victoire au championnat du monde (1972-1979)

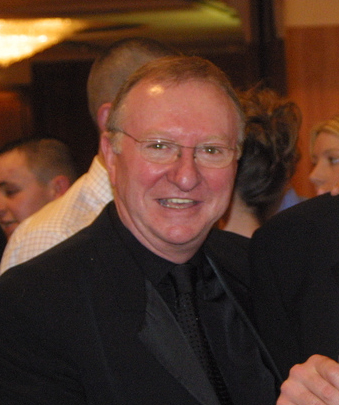
Griffiths remporte son seul titre de champion du monde contre Denis Taylor.

Pendant sa carrière amateur, il dispute quatre finales, dont trois qu'il remporte. Sa première finale survient en 1972 au championnat du pays de Galles. Il est battu par Geoff Thomas. En 1975, Griffiths prend sa revanche sur celui-ci, qu'il bat en finale du même tournoi. En 1977 et 1978, il triomphe au championnat d'Angleterre, contre Six Hood et Joe Johnson.
Griffiths commence sa carrière professionnelle en 1978. Sa première saison chez les professionnels est la saison 1978-1979. Il est éliminé au premier tour du championnat du Royaume-Uni contre Rex Williams, 9 manches à 8, alors qu'il menait 8 à 2. Pour participer au championnat du monde, il doit passer par les qualifications. Après s'être sorti des qualifications, il bat Perrie Mans, Alex Higgins et Eddie Charlton. Il remporte le tournoi contre Denis Taylor et devient donc le premier qualifié à remporter le championnat,. Pour la saison 1979-1980, il se classe 8e.

### Point culminant (1980-1994)

#### Succès au Masters de snooker
Pendant cette saison, il gagne le Masters de snooker contre Alex Higgins qui disputait sa troisième finale d'affilée. Il s'impose également au Masters d'Irlande, un tournoi non-classé, et à la Coupe du monde de snooker par équipes, avec ses compatriotes Ray Reardon et Doug Mountjoy. Griffiths échoue également en finale au championnat du Royaume-Uni, où il est battu par John Virgo dans la manche décisive (14-13). C'est la seule victoire de Virgo dans un tournoi majeur.
Au début de la saison 1980-1981, il est battu en finale de l'Open du Canada par le joueur local Cliff Thorburn. Peu de temps après, l'équipe du pays de Galles conserve son titre à la Coupe du monde par équipes. Elle bat en finale l'équipe du Canada de Thorburn, Bill Werbeniuk et Kirk Stevens. Pour sa défense de titre au Masters, il s'incline en finale devant son adversaire de la précédente édition, Alex Higgins. En demi-finale, il bat John Spencer 6 manches à 5, après avoir été mené 5-2. Griffiths a même eu besoin de deux snookers pour renverser la huitième manche. En février, il renouvelle son titre au Masters d'Irlande. Enfin, il est victorieux au dernier tournoi de la saison, le tournoi professionnel Pontins, classé dans la catégorie non-classée.
Pour commencer la saison suivante, Griffiths culmine au meilleur classement de sa carrière (no 3 mondial). Au début de l'année 1982, il remporte le Classique contre Steve Davis, tournoi qui était inscrit dans la catégorie non-classée à l'époque. Il réitère cette victoire en finale du Masters d'Irlande, son troisième succès dans cette compétition. Cette saison est aussi celle des échecs en finales pour Griffiths. Il échoue d'abord en finale de la Coupe du monde avec le pays de Galles. Il échoue également en finale au championnat du Royaume-Uni et au Masters, battu à chaque fois par Davis,. C'est la troisième fois qu'il apparait en finale de ce tournoi, en autant de participations. Enfin, il est finaliste au championnat professionnel du pays de Galles, puis dans la foulée au Masters international, deux tournois ne comptant pas pour le classement mondial. Ces échecs à répétition le font perdre 11 places au classement de fin de saison (14e).

#### Triomphe au championnat du Royaume-Uni
Durant la saison 1982-1983, Griffiths compte une seule victoire en tournoi, à l'occasion du championnat du Royaume-Uni. C'est le seul succès de sa carrière dans ce tournoi. Il bat en quart de finale celui qui l'avait défait en finale l'année précédente, Steve Davis, puis en finale Alex Higgins, gagnant les trois dernières manches de la rencontre. Griffiths apparait dans deux autres finales lors de cette saison, le championnat du monde en doublette avec Doug Mountjoy et le Classique Tolly Cobbold, finales qu'il perd toutes les deux,. À l'issue de cette saison, il remonte dans le top 10 mondial, dans lequel il se maintiendra jusqu'en 1991.
Lors de la saison suivante, Griffiths gagne un tournoi non-classé, celui de Pot Black, et perd quatre fois en finale, toujours dans cette catégorie, au Masters de Hong Kong, à la Coupe du monde de snooker par équipes, associé à ses acolytes Doug Mountjoy et Ray Reardon, au Masters de snooker où il dispute sa quatrième finale en cinq participations et au Masters d'Irlande. Dans la catégorie classée, il réalise une demi-finale à l'Open international et un quart de finale au championnat du monde,.
Griffiths lance la saison 1984-1985 en disputant trois finales d'affilée dans des tournois ne comptant pas pour le classement. Il en gagne les deux premières, (Masters de Singapour et de Malaisie) et perd la troisième, le Masters de Thaïlande. Il termine également la saison par deux victoires, dans les deux dernières épreuves de la saison, le championnat professionnel du pays de Galles face à Doug Mountjoy et le tournoi professionnel Pontins, son deuxième titre dans ce tournoi, qu'il remporte au détriment de John Spencer.
Comme lors de la saison précédente, il arrive en finale des deux évènements suivants, les Masters de Singapour et de Thaïlande, où il ne réussit pas à prendre le titre,. Il renoue avec le succès dès le tournoi suivant, le Masters de Hong Kong, où il l'emporte aux dépens de Steve Davis. Par la suite, il remporte trois autres titres, le Classique de Belgique contre Kirk Stevens, ainsi que le championnat professionnel du pays de Galles et le tournoi professionnel Pontins, deux tournois qu'il avait déjà gagné l'année passée. Au championnat du pays de Galles, il bat en finale Doug Mountjoy, comme en 1985.
La saison suivante est sa moins bonnes depuis ses débuts dans les rangs professionnels, puisqu'il ne remporte aucune victoire. Par contre, il perd encore en finale au Masters de Thaïlande. Il y chute contre l'invité local James Wattana, qui était alors âgé de 16 ans. Il échoue également en finale du Masters de Chine face à Steve Davis. Au championnat du monde, il se hisse encore une fois en quart de finale, comme lors des trois dernières éditions.

#### Derniers coups d'éclat (1988-1994)

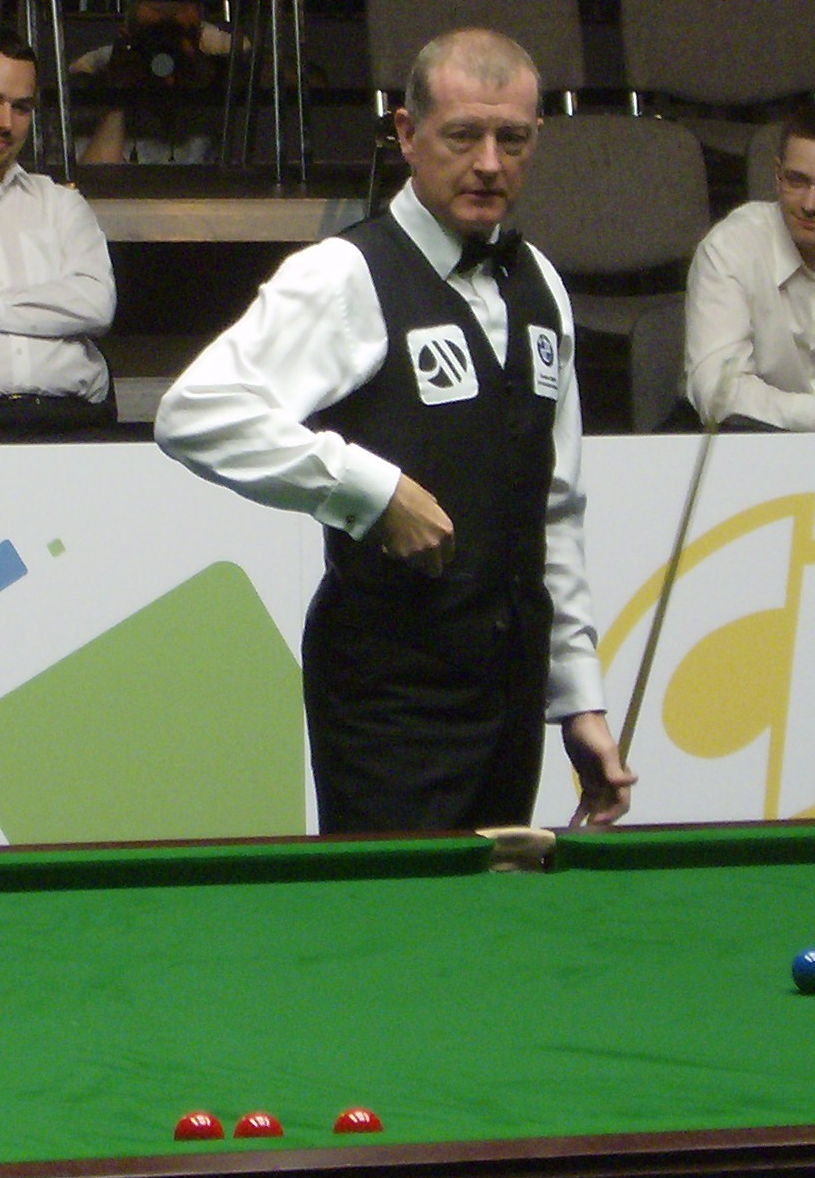
Pour sa deuxième finale au championnat du monde, Griffiths est battu par Steve Davis, qui soulève alors le trophée pour la quatrième fois.

Il renoue avec le succès en 1988 en gagnant le championnat professionnel du pays de Galles pour la troisième fois de sa carrière. Il s'agit du dernier succès en tournoi de la carrière de Griffiths. Pendant la saison 1987-1988, il tombe également en finale à trois reprises, d'abord au Masters de Tokyo et à celui d'Écosse, tous les deux disputé en septembre,. En avril 1988, il va jusqu'en finale du tournoi le plus important du calendrier, le championnat du monde, après des victoires contre Willie Thorne, Neal Foulds et Jimmy White. C'est la seconde fois qu'il se retrouve en finale de ce tournoi, près de dix ans après sa première finale en 1979, qu'il avait remporté. Toutefois, il y est battu par le triple tenant du titre Steve Davis (18-11). Davis enregistre donc un quatrième succès au championnat, le troisième d'affilée.
Au début de l'année 1989, Griffiths dispute la finale d'un tournoi classé, l'Open d'Europe, alors organisé au casino de Deauville. C'est seulement la troisième finale de Griffiths dans un tournoi comptant pour le classement, et la dernière. Il est battu par John Parrott au terme d'une finale très disputée, sur le score de 9 manches à 8. En demi-finale, il bat difficilement Jimmy White (5-4). Au championnat du Royaume-Uni, il se qualifie pour la demi-finale. Il est alors stoppé par son compatriote Doug Mountjoy, qui s'empare ensuite du titre après sa victoire contre Stephen Hendry.
Pendant la saison 1989-1990, il dispute la finale au Masters d'Écosse, où il est balayé par Stephen Hendry 10 manches à 1. Dans les tournois classés, il arrive deux fois jusqu'en demi-finale, à l'Open d'Asie où il est battu sèchement par James Wattana (5-0) et au championnat du Royaume-Uni, dans laquelle il s'incline dans un match plus disputé face à Hendry (9-7). Au championnat du monde, il est quart de finaliste, comme lors de la dernière édition.
Comme l'année dernière, Stephen Hendry le bat en finale du Masters d'Écosse, pour sa troisième finale dans ce tournoi en trois éditions. Par contre, il est beaucoup moins performant dans les tournois classés. Il atteint deux quarts de finale, au Classique de Dubai et au championnat du monde,. À Sheffield, il est battu par John Parrott (13-10), qui soulève ensuite le trophée au détriment de Jimmy White.
Griffiths commence la saison 1991-1992 à la onzième place mondiale, son plus mauvais classement depuis 1982. C'est la première fois de sa carrière qu'il dispute une saison sans finale. Ses meilleurs résultats sont demi-finale à l'Open d'Europe et au championnat du monde,. Néanmoins, il ne fait pas le poids face aux joueurs qui incarnent désormais la nouvelle génération. Dans le premier tournoi, il est écrasé 6 manches à 0 par Jimmy White. Dans le second, il est lourdement battu par Stephen Hendry (16-4) qui glane ensuite un deuxième championnat du monde. Quant à Griffiths, c'est la dernière fois qu'il rejoint le dernier carré au Crucible Theatre.
Il réintègre le top 10 pour le début de la saison suivante. Il atteint les quarts de finale au Classique de Dubai en 1992 mais s'incline sèchement devant Stephen Hendry (5-0). Dans la foulée, il dispute sa dernière demi-finale d'un tournoi classé. Cette performance se produit au Grand Prix. Il est éliminé par Ken Doherty qui rejoint à l'époque la première finale classée de sa carrière,.

### Fin de carrière et retraite sportive (1995-1997)

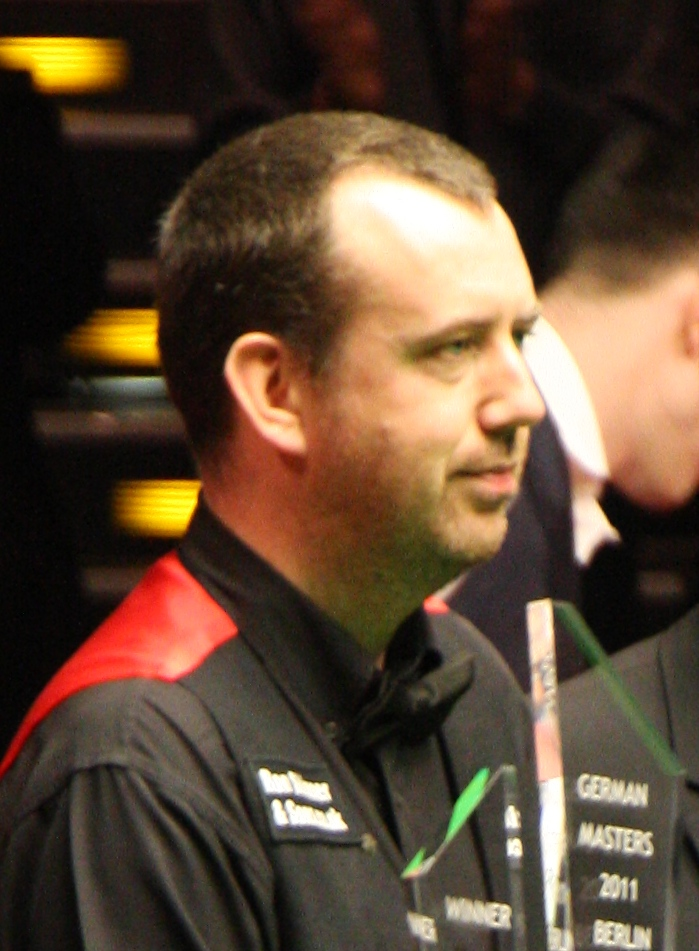
Griffiths dispute le dernier match de sa carrière professionnelle contre Mark Williams, futur triple champion du monde.

À partir de la saison suivante, son classement commence à descendre légèrement, pour atteindre la 23e place à la fin de la saison 1995-1996. Pendant cette période, ses meilleurs résultats sont trois quarts de finale, au championnat du Royaume-Uni de 1993, à l'Open d'Europe de 1994 et au Classique de Thaïlande de 1995.
Sa dernière saison dans les rangs professionnels est la saison 1996-1997. Il y dispute la dernière finale de sa carrière au tournoi de Pot Black dans la catégorie sénior. Il s'incline cependant contre Joe Johnson. Absent de la majorité des tournois classés, il fait ses adieux au circuit professionnel pendant le championnat du monde, où il dispute le dernier match de sa carrière professionnelle. Il y est éliminé au premier tour contre son jeune compatriote Mark Williams, futur triple champion du monde, qui faisait alors ses débuts dans la compétition.

## Classement par saison
Évolution du classement de Terry Griffiths en fonction des différentes saisons : 
|            | 1978- 79 | 1979- 80 | 1980- 81 | 1981- 82 | 1982- 83 | 1983- 84 | 1984- 85 | 1985- 86 | 1986- 87 | 1987- 88 | 1988- 89 | 1989- 90 | 1990- 91 | 1991- 92 | 1992- 93 | 1993- 94 | 1994- 95 | 1995- 96 | 1996- 97 |
| ---------- | -------- | -------- | -------- | -------- | -------- | -------- | -------- | -------- | -------- | -------- | -------- | -------- | -------- | -------- | -------- | -------- | -------- | -------- | -------- |
| Classement | [ n 1 ]  | 8        | 5        | 3        | 14       | 9        | 8        | 8        | 10       | 6        | 5        | 5        | 6        | 11       | 6        | 8        | 14       | 15       | 23       |

## Palmarès
| Légende | Catégorie                      | Titres                         | Finales                        |
|         | Tournois classés               | 1                              | 2                              |
|         | Tournois non classés           | 17                             | 22                             |
|         | Tournois en équipes            | 2                              | 3                              |
|         | Tournois seniors               | 0                              | 1                              |
|         | Tournois pro-am                | 1                              | 1                              |
|         | Tournois amateurs              | 3                              | 1                              |
| Gras    | Tournois de la triple couronne | Tournois de la triple couronne | Tournois de la triple couronne |

### Titres
| Saison    | Nom du tournoi                        | Lieu         | Finaliste     | Score   | Tableau |
| 1975      | Championnat du pays de Galles amateur |              | Geoff Thomas  | 8-7     |         |
| 1977      | Championnat d'Angleterre amateur      |              | Sid Hood      | 13-3    |         |
| 1978      | Championnat d'Angleterre amateur (2)  |              | Joe Johnson   | 13-6    |         |
| 1978-1979 | Championnat du monde                  | Sheffield    | Dennis Taylor | 24-16   | Tableau |
| 1979-1980 | Coupe du monde                        | Birmingham   | Angleterre    | 14-3    | Tableau |
| 1979-1980 | Masters                               | Londres      | Alex Higgins  | 9-5     | Tableau |
| 1979-1980 | Masters d'Irlande                     | Kill         | Doug Mountjoy | 9-8     | Tableau |
| 1980-1981 | Coupe du monde (2)                    | Londres      | Canada        | 8-5     | Tableau |
| 1980-1981 | Masters d'Irlande (2)                 | Kill         | Ray Reardon   | 9-7     | Tableau |
| 1980-1981 | Tournoi Pontins                       | Prestatyn    | Willie Thorne | 9-8     | Tableau |
| 1981-1982 | Classique de snooker                  | Oldham       | Steve Davis   | 9-8     | Tableau |
| 1981-1982 | Masters d'Irlande (3)                 | Kill         | Steve Davis   | 9-5     | Tableau |
| 1982-1983 | Championnat du Royaume-Uni            | Preston      | Alex Higgins  | 16-15   | Tableau |
| 1982-1983 | Tournoi Pontins pro-am (printemps)    | Prestatyn    | Ray Reardon   | 7-3     | Tableau |
| 1983-1984 | Pot Black                             | Birmingham   | John Spencer  | 2-1     | Tableau |
| 1984-1985 | Masters de Singapour                  | Singapour    | Steve Davis   | [ n 2 ] | Tableau |
| 1984-1985 | Masters de Malaisie                   | Kuala Lumpur | Tony Meo      | [ n 2 ] | Tableau |
| 1984-1985 | Championnat du pays de Galles         | Abertillery  | Doug Mountjoy | 9-4     | Tableau |
| 1984-1985 | Tournoi Pontins (2)                   | Prestatyn    | John Spencer  | 9-7     | Tableau |
| 1985-1986 | Masters de Hong Kong                  | Hong Kong    | Steve Davis   | 4-2     | Tableau |
| 1985-1986 | Classique de Belgique                 | Ostende      | Kirk Stevens  | 9-7     | Tableau |
| 1985-1986 | Championnat du pays de Galles (2)     | Abertillery  | Doug Mountjoy | 9-3     | Tableau |
| 1985-1986 | Tournoi Pontins (3)                   | Prestatyn    | Willie Thorne | 9-6     | Tableau |
| 1987-1988 | Championnat du pays de Galles (3)     | Newport      | Wayne Jones   | 9-3     | Tableau |

### Finales perdues
| Saison    | Nom du tournoi                                        | Lieu       | Vainqueur            | Score | Tableau |
| 1972      | Championnat du pays de Galles amateur                 |            | Geoff Thomas         | 2-6   |         |
| 1976-1977 | Tournoi Pontins pro-am (printemps)                    | Prestatyn  | Alex Higgins         | 4-7   | Tableau |
| 1979-1980 | Open du Canada                                        | Toronto    | Cliff Thorburn       | 16-17 | Tableau |
| 1979-1980 | Championnat du Royaume-Uni                            | Preston    | John Virgo           | 13-14 | Tableau |
| 1980-1981 | Open du Canada (2)                                    | Toronto    | Cliff Thorburn       | 10-17 | Tableau |
| 1980-1981 | Masters                                               | Londres    | Alex Higgins         | 6-9   | Tableau |
| 1981-1982 | Coupe du monde                                        | Reading    | Angleterre           | 3-4   | Tableau |
| 1981-1982 | Championnat du Royaume-Uni (2)                        | Preston    | Steve Davis          | 3-16  | Tableau |
| 1981-1982 | Masters (2)                                           | Londres    | Steve Davis          | 5-9   | Tableau |
| 1981-1982 | Championnat du pays de Galles                         | Ebbw Vale  | Doug Mountjoy        | 8-9   | Tableau |
| 1981-1982 | Masters International                                 | Derby      | Steve Davis          | 7-9   | Tableau |
| 1982-1983 | Championnat du monde par équipes (avec Doug Mountjoy) | Londres    | Steve Davis Tony Meo | 2-13  | Tableau |
| 1982-1983 | Classique Tolly Cobbold                               | Ipswich    | Steve Davis          | 5-7   | Tableau |
| 1983-1984 | Masters de Hong Kong                                  | Hong Kong  | Doug Mountjoy        | 3-4   | Tableau |
| 1983-1984 | Coupe du monde (2)                                    | Reading    | Angleterre           | 2-4   | Tableau |
| 1983-1984 | Masters (3)                                           | Londres    | Jimmy White          | 5-9   | Tableau |
| 1983-1984 | Masters d'Irlande                                     | Kill       | Steve Davis          | 1-9   | Tableau |
| 1984-1985 | Masters de Thaïlande                                  | Bangkok    | Jimmy White          | 3-4   | Tableau |
| 1985-1986 | Masters de Thaïlande (2)                              | Bangkok    | Dennis Taylor        | 3-4   | Tableau |
| 1985-1986 | Masters de Singapour                                  | Singapour  | Steve Davis          | 2-4   | Tableau |
| 1986-1987 | Masters de Thaïlande (3)                              | Bangkok    | James Wattana        | 1-2   | Tableau |
| 1986-1987 | Masters de Chine                                      | Shanghai   | Steve Davis          | 0-3   | Tableau |
| 1987-1988 | Masters de Tokyo                                      | Tokyo      | Dennis Taylor        | 3-6   | Tableau |
| 1987-1988 | Masters d'Écosse                                      | Glasgow    | Joe Johnson          | 7-9   | Tableau |
| 1987-1988 | Championnat du monde                                  | Sheffield  | Steve Davis          | 11-18 | Tableau |
| 1988-1989 | Championnat du pays de Galles (2)                     | Newport    | Doug Mountjoy        | 26-9  | Tableau |
| 1988-1989 | Open d'Europe                                         | Deauville  | John Parrott         | 8-9   | Tableau |
| 1989-1990 | Masters d'Écosse (2)                                  | Glasgow    | Stephen Hendry       | 1-10  | Tableau |
| 1990-1991 | Masters d'Écosse (3)                                  | Motherwell | Stephen Hendry       | 6-10  | Tableau |
| 1996-1997 | Pot Black seniors                                     | Chichester | Joe Johnson          | 0-2   | Tableau |